# Jad jezik
Jad jezik (ISO 639-3: jda; isto i bhotia, dzad, rongba), jedan od centralnotibetanskih jezika iz Indije, kojim govori oko 300 ljudi (Breton 1997) u selima Jadang i Nilang u Uttarakhandu.
Sroan mu je spiti bhoti [spt]. U upotrebi su i drugi jezici.

## Vanjske poveznice
- [ Ethnologue (14th)]
- Ethnologue (15th)
- The Jad Language